# Licodia Eubea
Licodia Eubea é uma comuna italiana da região da Sicília, província de Catania, com cerca de 3.141 habitantes. Estende-se por uma área de 111 km², tendo uma densidade populacional de 28 hab/km². Faz fronteira com Caltagirone, Chiaramonte Gulfi (RG), Giarratana (RG), Grammichele, Mazzarrone, Mineo, Monterosso Almo (RG), Vizzini.

## Demografia
| Variação demográfica do município entre 1861 e 2011                               |
|                                                                                   |
| Fonte: Istituto Nazionale di Statistica (ISTAT) - Elaboração gráfica da Wikipedia |